# Ред-Бей (Ньюфаундленд і Лабрадор)
Ред-Бей (англ. Red Bay) — містечко в Канаді, у провінції Ньюфаундленд і Лабрадор.

## Населення
За даними перепису 2016 року, містечко нараховувало 169 осіб, показавши скорочення на 12,9%, порівняно з 2011-м роком. Середня густина населення становила 106,8 осіб/км².
З офіційних мов обидвома одночасно не володів жоден з жителів, тільки англійською — 165.
Працездатне населення становило 48,5% усього населення, рівень безробіття — 37,5% (42,9% серед чоловіків та 33,3% серед жінок). 100% осіб були найманими працівниками, а 0% — самозайнятими.

## Клімат
Середня річна температура становить 1,1°C, середня максимальна – 16,6°C, а середня мінімальна – -17,4°C. Середня річна кількість опадів – 1 047 мм.
| Клімат поселення                              | Клімат поселення | Клімат поселення | Клімат поселення | Клімат поселення | Клімат поселення | Клімат поселення | Клімат поселення | Клімат поселення | Клімат поселення | Клімат поселення | Клімат поселення | Клімат поселення | Клімат поселення |
| Показник                                      | Січ.             | Лют.             | Бер.             | Квіт.            | Трав.            | Черв.            | Лип.             | Серп.            | Вер.             | Жовт.            | Лист.            | Груд.            |                  |
| Середній максимум, °C                         | −7,29            | −6,45            | −1,4             | 4,22             | 8,94             | 13,75            | 16,27            | 16,57            | 12,73            | 7,41             | 1,85             | −4,43            |                  |
| Середня температура, °C                       | −12,35           | −11,5            | −6,45            | −0,84            | 3,88             | 8,71             | 13,17            | 13,48            | 9,63             | 4,30             | −1,25            | −7,54            |                  |
| Середній мінімум, °C                          | −17,41           | −16,57           | −11,49           | −5,9             | −1,19            | 3,65             | 10,07            | 10,38            | 6,52             | 1,19             | −4,35            | −10,65           |                  |
| Норма опадів, мм                              | 91               | 85               | 73               | 56               | 76               | 102              | 102              | 100              | 91               | 94               | 81               | 96               |                  |
| Середньомісячна швидкість вітру, м/с          | 6.51             | 6.40             | 6.41             | 5.93             | 5.24             | 5.10             | 4.70             | 4.80             | 5.50             | 5.90             | 6.36             | 6.78             |                  |
| Середньомісячна сонячна радіація, кДж/м²·день | 3414             | 6502             | 10795            | 14591            | 17286            | 18668            | 18190            | 15001            | 10677            | 6177             | 3489             | 2476             |                  |
| --------------------------------------------- | ---------------- | ---------------- | ---------------- | ---------------- | ---------------- | ---------------- | ---------------- | ---------------- | ---------------- | ---------------- | ---------------- | ---------------- | ---------------- |
| Джерело:                                      |                  |                  |                  |                  |                  |                  |                  |                  |                  |                  |                  |                  |                  |